# Nye-Gletscher
Der Nye-Gletscher ist ein Gletscher an der Loubet-Küste des Grahamlands auf der Antarktischen Halbinsel. Auf der Arrowsmith-Halbinsel fließt er in südwestlicher Richtung zur Whistling Bay. 
Der Gletscher wurde vom Falkland Islands Dependencies Survey kartographiert. Benannt wurde er im Jahre 1962 nach dem englischen Physiker John Nye, der große Beiträge zur theoretischen Beschreibung der Gletscherdynamik leistete.
Zwischen den Jahren 1947 und 2001 hat sich die Gletscherzunge des Nye-Gletschers (Bezeichnung des World Glacier Monitoring Service: Glacier Tongue No. 189) um 156 Meter zurückgezogen.